# Прапор Роттердама
Прапор Роттердама — прапор, офіційний символ нідерландського міста Роттердама. Офіційно затверджений 10 лютого 1949 року, хоча кольори використовуються з середньовічних часів.

## Опис
Прапор Роттердама складається з трьох рівновеликих горизонтальних смуг зеленого, білого та зеленого кольору.
Кольори прапора визначає довідник зі стилю муніципалітету Роттердам (нід. Stijl van Rotterdam):
| Схема   | Зелений      | Білий         |
| ------- | ------------ | ------------- |
| Pantone | 356 С        | White         |
| CMYK    | 90.20.100.10 | 0.0.0.0       |
| RGB     | (0,129,31)   | (255,255,255) |

## Історія
Зелено-біло-зелені кольори прапорів використовувалися представниками Роттердама з часів Середньовіччя. Місто взяло кольори дворянської родини Бокел ван Вена, яка спорудила не пізніше 1306 року в центрі міста середньовічний замок Гоф ван Вена. Герб цієї родини та їхнього замку був зелено-білий: білий колір символізував річку Ротте, яка дала назву Роттердаму, а дві зелені смуги — її родючі береги. Тоді ж, у XIV столітті, їхній зелено-біло-зелений щит став гербом Роттердама.
Якщо кольори залишалися незмінними, кількість смуг різнилася: наприклад, у 1783 прапор міста складався з одинадцяти смуг — 6 зелених і 5 білих. У XIX столітті паралельно використовувалися дві версії прапора. Поширенішим у той час варіантом був зелено-біло-зелений прапор із трьох різновеликих смуг (середня біла вдвічі ширша за інші) із чорною латинською літерою R на білій смузі; рідше використовувався варіант із більшою кількістю смуг і без літери R: наприклад, у 1840 році фіксується варіант із дев'ятьма смугами (5 зелених і 4 білих). На гербі ж міста весь цей час стабільно було три смуги — дві зелених і одна біла.
Після Другої світової війни міська влада вирішила офіційно затвердити прапор, і 10 лютого 1949 прапор із трьох горизонтальних смуг став офіційним символом Роттердама.

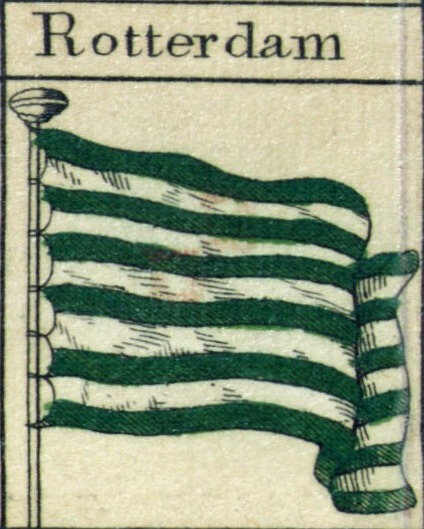
Прапор Роттердама 1783 року
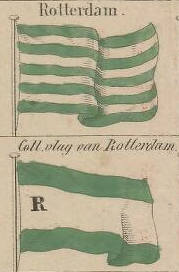
Два варіанти прапора Роттердама у 1840
Прапор Роттердама, затверджений 10 лютого 1949

## Варіанти та використання
Окрім офіційного, широко використовується також варіант із таких самих трьох рівновеликих смуг, але із зображенням на прапорі герба Роттердама.
З 2021 року в місті впроваджується нова ініціатива з ширшого використання міських прапорів: зокрема, вони розміщуються на муніципальних будівлях, школах, мостах та торгових вулицях, а також на в'їздах до міста.
Деякі роттердамські спортивні клуби (наприклад, Хокейний клуб «Роттердам») виступають у кольорах міського прапора. Утім, найвідоміша команда міста має відмінні кольори — футбольний клуб «Феєнорд» грає в червоно-білих футболках, а зелено-білі кольори використовує для виїзної форми та позначення кутових прапорців.
Прапор Роттердама популярний у міській культурі, йому присвячена народна пісня De Rotterdamsche Vlag на слова Б. В. Блокланда.

Варіант прапора Роттердама з гербом
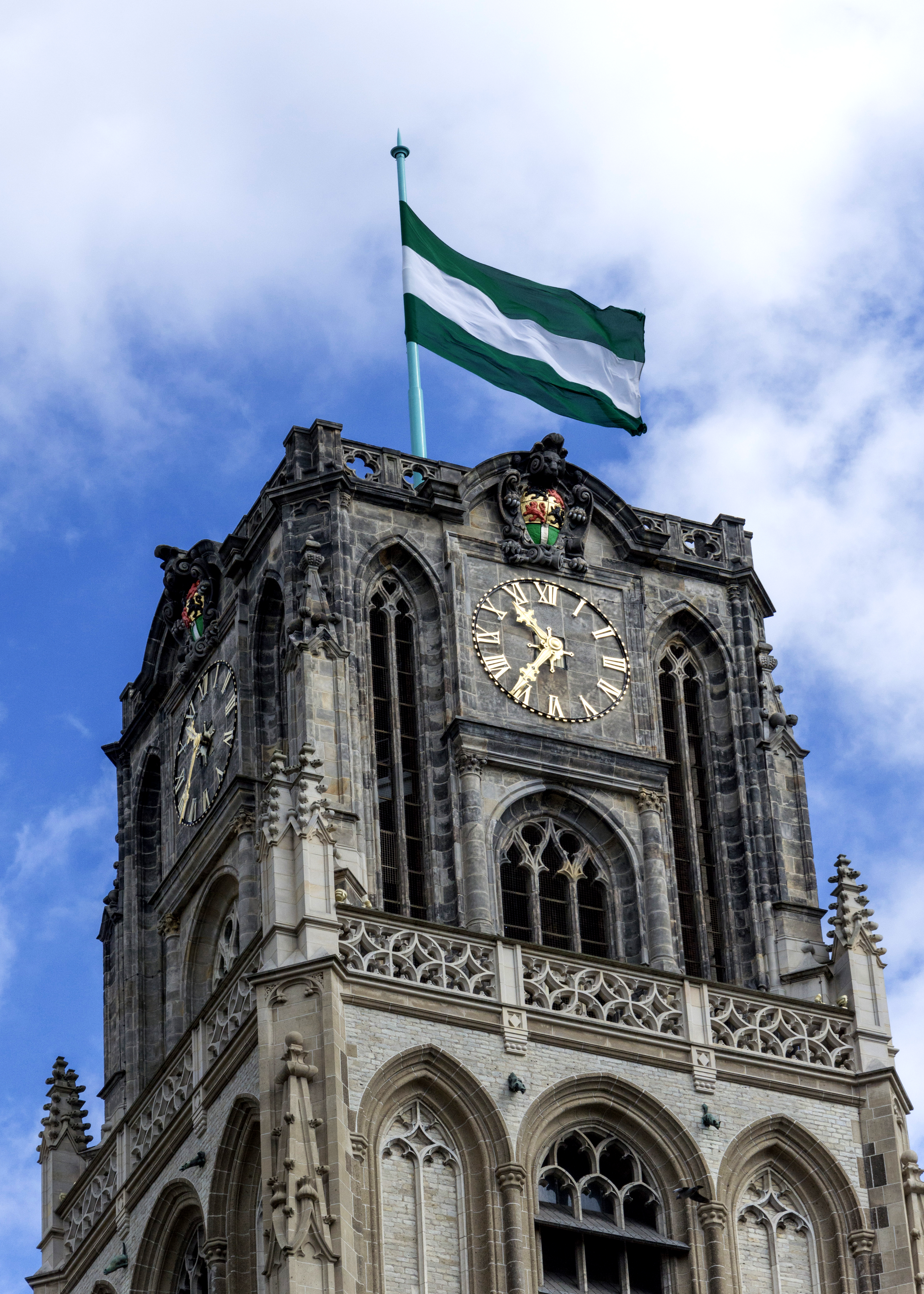
Прапор на дзвіниці церкви святого Лаврентія[nl]
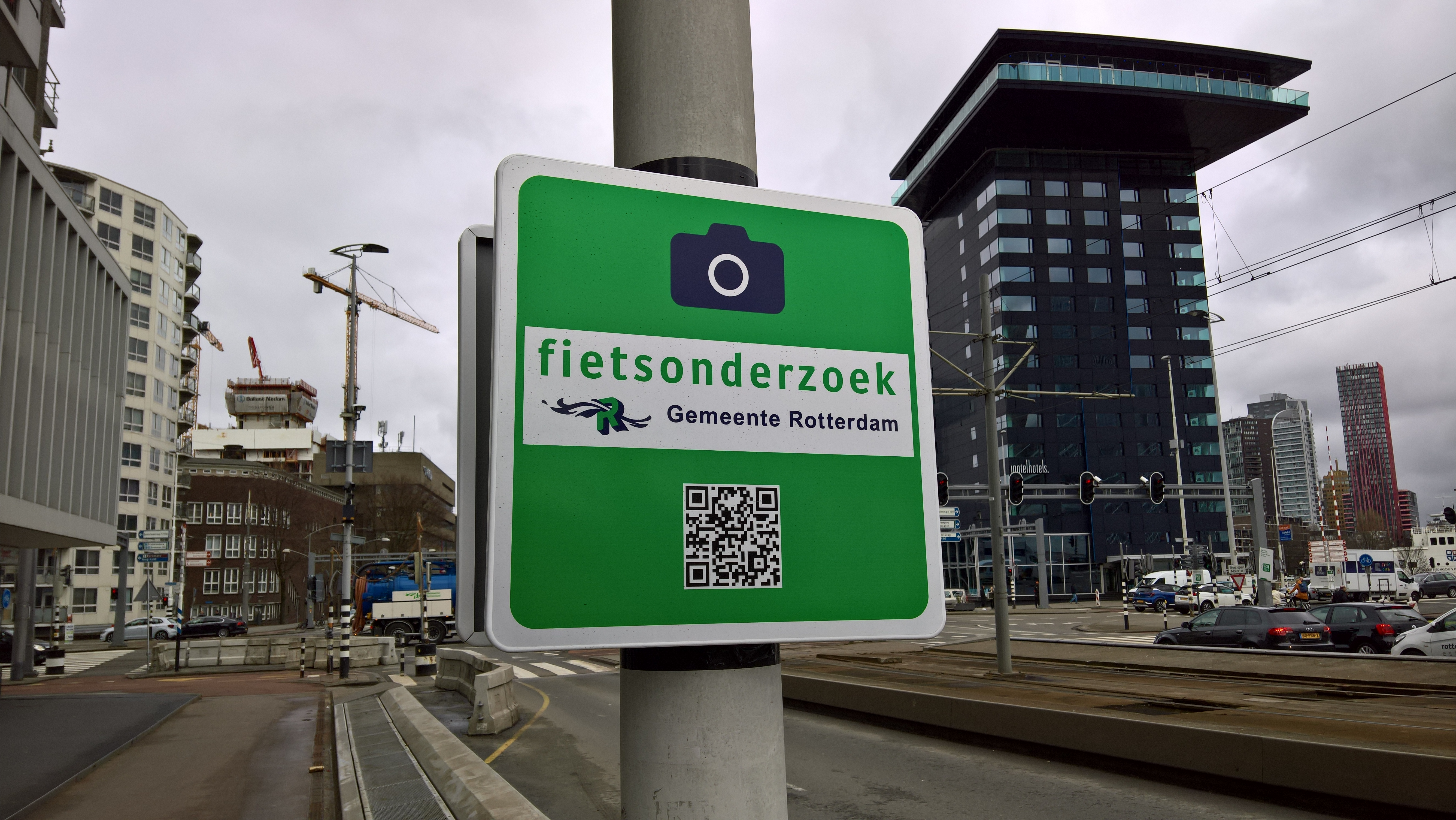
Дорожній знак муніципального дослідження велоруху в кольорах прапора
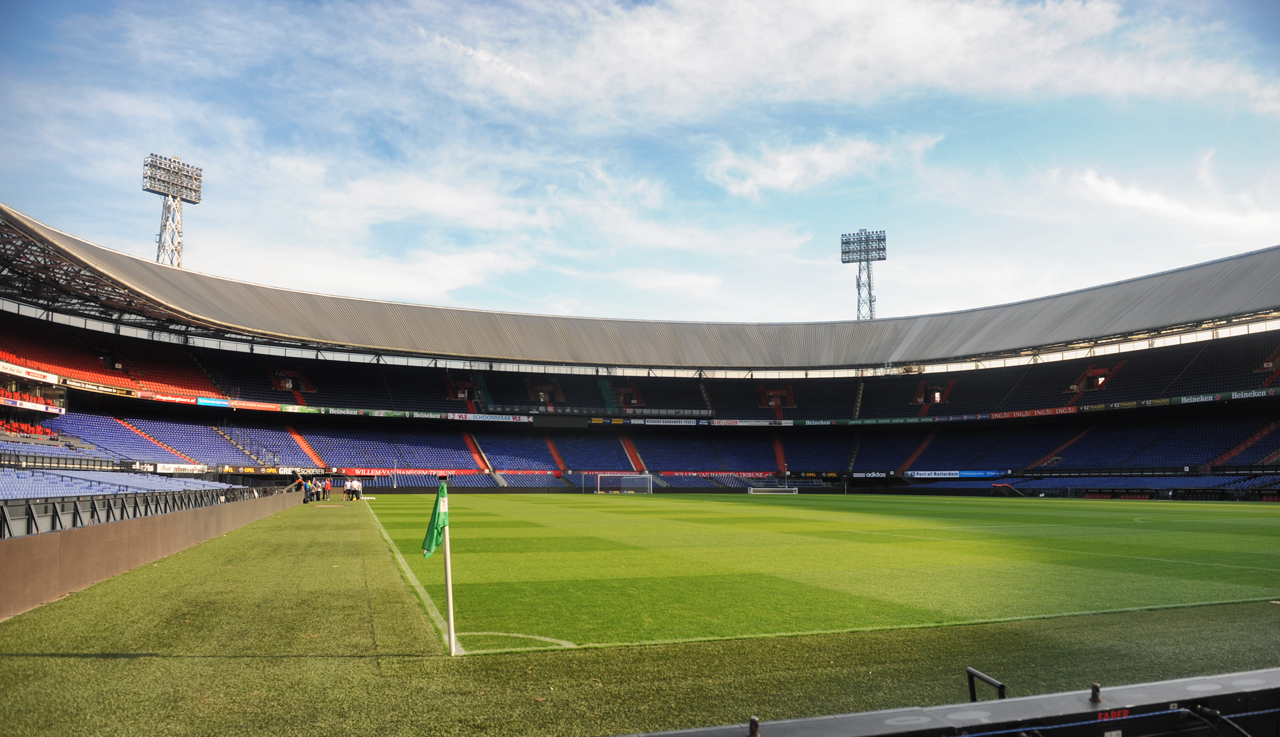
Зелено-біло-зелений кутовий прапорець на стадіоні «Феєнорд»

## Подібні прапори
Аналогічні кольори мають прапор села Ауде-Тонге в муніципалітеті Гуре-Оверфлакке на південь від Роттердама та прапор Андалусії в Іспанії.

Прапор Ауде-Тонге
Прапор Андалусії
Варіант прапора Андалусії без герба